# Гасконский язык
Гаско́нский язык-диалект (Gascon, [gasˈku]; фр. [gaskɔ̃]) — диалект окситанского языка. Иногда рассматривается как самостоятельный романский язык.
Гасконский язык распространён в Гаскони и Беарне (во Франции: в части департаментов Атлантические Пиренеи, Верхние Пиренеи, Ланды, Жер, Верхняя Гаронна, Ло и Гаронна и Арьеж, в большей части Жиронды; в Испании — в небольшой долине Валь-д’Аран на северо-западе Каталонии).
В Испании распространён только южный вариант гасконского — аранский диалект, на который оказали сильное влияние каталанский и испанский языки. В результате этого воздействия существует тенденция отдаления аранского диалекта от французских диалектов гасконского языка. Аранский имеет в Валь-д’Аран статус официального языка (наряду с испанским и каталанским языками).
Согласно И. И. Челышевой, сфера использования гасконского языка/диалекта в настоящее время сокращается. Язык практически не употребляется в городах. Лучше всего гасконские говоры сохранились в Пиренеях и в сельских районах, уходя в сферу устного и бытового общения. Во Франции не имеет официального статуса. Число говорящих не определено, хотя по некоторым данным в мире языком владеет около 250 тыс. человек. Статус гасконского языка/диалекта в романистике продолжает оставаться дискуссионным.

## Баскский субстрат
Язык, на котором говорили в Гаскони перед римским правлением, был частью баскского диалектного континуума (см. аквитанский язык). Само слово «Гасконь» произошло из латинского корня vasco/vasconem и является однокоренным с «баск» (Vasconēs, с переходом [v] → [gw] → [g]). Это может свидетельствовать, что носители языка в то время идентифицировали себя как баски. Присутствие баскского субстрата в развитии гасконского языка было доказано научно. Эта теория объясняет некоторые особенности, отличающие гасконский от других окситанских языков.
Характерной чертой гасконского, которая может происходить из языка-субстрата, является изменение «f» на «h». В словах, которые в латыни изначально начинались на [f], (например festa — «торжество»), этот звук ослабился до придыхательного [h], а затем, в некоторых местах совсем исчез (гасконское hèsta [ˈhɛsto] или [ˈɛsto]). Согласно субстратной теории, это могло произойти из-за отсутствия в баскских диалектах фонемы /f/. Подобное изменение произошло в континентальном испанском: латинское facere стало испанским hacer (произносится: [a.ˈθer], а в некоторых отдалённых районах, в особенности, в юго-восточной Андалусии — [haˈθɛɾ]).
Некоторые лингвисты, однако, считают субстратную теорию ошибочной и объясняют эти и другие изменения внутриязыковыми процессами. Переход [f] в [h] как в гасконском, так и в испанском языках, которые развились в баскоязычных регионах, может быть совпадением, хотя это и маловероятно.
Современный баскский язык также подвергался лексическому воздействию со стороны гасконского, например, слова beira («стекло»), polit («милый», гасконское polit/polida).

## Современное положение
В ходе опроса, проведённого в 1982 году в Беарне, было установлено, что 51 % населения говорил на гасконском, 70 % понимало его, а 85 % поддерживало защиту языка. Однако в последнее время использование языка заметно сократилось — в основном из-за того, что язык не передаётся следующим поколениям. Особенно сильно сократилось использование языка в городах и на северо-востоке ареала.
Во Франции в отношении гасконского используется термин «патуа», обозначающий местный говор в целом. В Беарне местные варианты гасконского языка с XVI века называются «Béarnais» (беарнский). Это связано с политическим прошлым Беарна, который с 1347 по 1620 год был суверенным государством.
В лингвистическом отношении не существует унифицированного беарнского диалекта, и в разных регионах провинции язык сильно отличается. Различия в произношении могут быть разделены на восточные, западные и южные (в горных районах). Например, «a» в конце слова на западе произносится как [a], на востоке — [o], а на юге — [œ].

## Субдиалекты
Гасконский включает в себя три группы говоров:
- Равнинные говоры («Garonnais Gascon») — в долине реки Гаронны. Наименее обособленная форма гасконского. Близки к лангедокскому диалекту окситанского языка.
- Пиренейские говоры — на юге и юго-западе ареала. Отличаются некоторыми архаичными и специфическими чертами.
- Иногда выделяется промежуточная группа, к которым относятся в частности говоры Беарна.

## Писатели
На гасконском языке начиная со Средневекового периода существовала литература. В новый период крупнейший поэт — Жаку Жансемин.

## Заимствования из гасконского в другие языки
Некоторые слова французского языка имеют гасконское происхождение. Например, французское cadet (-te) — «младший, -ая», первоначально означавшее «младший (сын)», «молодой дворянин, предназначавшийся для военной или духовной карьеры», восходит к гасконскому capdèt — «командир, начальник». Гасконское berret — «шапка» попало в беарнский, а затем и в литературный французский: béret — «баскская шапка». Через посредство французского эти слова попали и в другие языки: например, русские слова «кадет» и «берет». Английское название белого гриба cep происходит от гасконского cep — «ствол», а izard — «пиренейская серна» от французского или гасконского isard.

## Слова
| Слово     | Перевод                        |
| --------- | ------------------------------ |
| земля     | tèrra [тэрро]                  |
| небо      | cèu [сэу]                      |
| вода      | aiga [айго]                    |
| огонь     | huec [(х)уэк]                  |
| мужчина   | òmi/òme [оми/омэ]              |
| женщина   | hemna [хэнно]                  |
| есть      | minjar/manjar [минжа/ман(д)жа] |
| пить      | béver [бэвэ]                   |
| большой   | gran [гран]                    |
| маленький | petit [пэтит]                  |
| ночь      | nueit [нуэйт]                  |
| день      | dia/jorn [дийо/жур(н)]         |